# Billy Donovan
William John «Billy» Donovan Jr. (Rockville Centre, Nueva York, 30 de mayo de 1965) es un exjugador y entrenador de baloncesto estadounidense que disputó una temporada en la NBA. Con 1,80 metros de estatura, jugaba en la posición de base. Actualmente es el entrenador de los Chicago Bulls de la NBA. Es una de las únicas cuatro personas (los otros tres son Dean Smith, Joe B. Hall y Bobby Knight) en disputar una Final Four de la NCAA como jugador y ganar un Torneo de la NCAA como entrenador.

## Trayectoria deportiva

### Universidad
Jugó durante cuatro temporadas con los Friars del Providence College, en las que promedió 10,9 puntos y 4,5 asistencias por partido. En su última temporada fue incluido en el mejor quinteto de la Big East Conference, tras promediar 20,6 puntos y 7,1 asistencias.

### Profesional
Fue elegido en la sexagésimo octava posición del Draft de la NBA de 1987 por Utah Jazz, pero fue despedido antes del comienzo de la competición, fichando en el mes de diciembre como agente libre por los New York Knicks, donde jugó una única temporada en la que promedió 2,4 puntos y 2,0 asistencias por partido.

### Entrenador
Tras dejar el baloncesto en activo, en 1989 fichó como entrenador asistente de Rick Pitino, su entrenador en los Knicks, por la Universidad de Kentucky, donde permaneció cinco temporadas, alcanzando la Final Four en 1993. En 1994 se hizo cargo como entrenador principal de la Universidad Marshall, logrando el título de entrenador del año de la Southern Conference en 1995.
En 1996 fichó como entrenador por la Universidad de Florida, con la que en el año 2000 disputó la final de la NCAA ante Michigan State, cayendo por 89-76.
En 2006 ganó su primer Torneo de la NCAA, derrotando en la final a UCLA, y al año siguiente repitió título al imponerse a Ohio State por 84-75, convirtiéndose en el primer equipo en 15 años en repetir título dos temporadas consecutivas.
En 2007 llegó a firmar como entrenador de los Orlando Magic de la NBA, pero tres días después renunció a su puesto, rechazando un contrato de 27,5 millones de dólares por cinco temporadas, regresando a los Gators.
En 2010 recibió el Premio John R. Wooden Leyendas del Entrenamiento.
El 30 de abril de 2015, Donovan fue nombrado entrenador principal de Oklahoma City Thunder, con un contrato de 5 años, reemplazando a Scott Brooks, quien había sido el entrenador de Oklahoma las 7 temporadas anteriores.
Tras cinco años, llevando todos ellos al equipo a playoffs, finaliza su contrato, y el 8 de septiembre de 2020, se anunció que Donovan dejaba de ser el entrenador de Oklahoma.
El 22 de septiembre de 2020 se convirtió en el entrenador principal de los Chicago Bulls.
En julio de 2025 acuerda una extensión de contrato con los Bulls.

## Estadísticas de su carrera en la NBA

### Temporada regular
| Año     | Equipo   | PJ | PT | MPP | %TC  | %3P  | %TL  | RPP | APP | ROB | TPP | PPP |
| ------- | -------- | -- | -- | --- | ---- | ---- | ---- | --- | --- | --- | --- | --- |
| 1987-88 | New York | 44 | 0  | 8.3 | .404 | .000 | .810 | 0.6 | 2.0 | 0.4 | 0.0 | 2.4 |
| Total   | Total    | 44 | 0  | 8.3 | .404 | .000 | .810 | 0.6 | 2.0 | 0.4 | 0.0 | 2.4 |

## Estadísticas como entrenador
| Equipo        | Año     | P   | V   | D   | V–D% | Finalizado       | PP | VP | DP | PV–D% | Resultado                        |
| ------------- | ------- | --- | --- | --- | ---- | ---------------- | -- | -- | -- | ----- | -------------------------------- |
| Oklahoma City | 2015-16 | 82  | 55  | 27  | .671 | 1.º en Northwest | 18 | 11 | 7  | .611  | Pierde en Finales de Conferencia |
| Oklahoma City | 2016-17 | 82  | 47  | 35  | .573 | 2.º en Northwest | 5  | 1  | 4  | .200  | Pierde en Primera ronda          |
| Oklahoma City | 2017-18 | 82  | 48  | 34  | .585 | 2.º en Northwest | 6  | 2  | 4  | .333  | Pierde en Primera ronda          |
| Oklahoma City | 2018-19 | 82  | 49  | 33  | .598 | 4.º en Northwest | 5  | 1  | 4  | .200  | Pierde en Primera ronda          |
| Oklahoma City | 2019-20 | 72  | 44  | 28  | .611 | 2.º en Northwest | 7  | 3  | 4  | .429  | Pierde en Primera ronda          |
| Chicago       | 2020-21 | 72  | 31  | 41  | .431 | 3.º en Central   | —  | —  | —  | —     | No playoffs                      |
| Chicago       | 2021-22 | 82  | 46  | 36  | .561 | 2.º en Central   | 5  | 1  | 4  | .200  | Pierde en Primera ronda          |
| Chicago       | 2022-23 | 82  | 40  | 42  | .488 | 3.º en Central   | —  | —  | —  | —     | No playoffs                      |
| Chicago       | 2023-24 | 82  | 39  | 43  | .476 | 4.º en Central   | —  | —  | —  | —     | No playoffs                      |
| Chicago       | 2024-25 | 82  | 39  | 43  | .476 | 5.º en Central   | —  | —  | —  | —     | No playoffs                      |
| Total         | Total   | 800 | 438 | 362 | .548 |                  | 46 | 19 | 27 | .413  |                                  |